# Oslimg Mora
Oslimg Mora (Pisco, 2 de junio de 1999) es un futbolista peruano. Juega como extremo derecho y su equipo actual es el Sport Boys de la Liga 1 del Perú. Es internacional con la Selección Peruana de Fútbol desde 2021.

## Trayectoria
Mora es producto de las divisiones menores de Alianza Lima, club que lo ascendió al primer equipo para la temporada 2018, sin embargo no llegó a debutar oficialmente en ese entonces.

### Universidad de San Martín
A mitad de febrero de 2019, Alianza cedió a Mora por un año a la Universidad de San Martín, con el fin de que busque continuidad y ritmo de juego. Efectivamente, el 25 de febrero de 2019 hizo su debut profesional en la derrota por 2-1 frente a Real Garcilaso, partido válido por la segunda fecha de la Liga 1 2019 en el que reemplazó en el entretiempo a José Bolívar.
El 24 de marzo, cuatro jornadas después de su debut, dio la primera asistencia de su carrera al servir a Sunday Afolabi, que marcó el único tanto con el que San Martín venció por 1-0 a Carlos A. Mannucci. En la décima fecha del torneo, disputada el 21 de abril, Mora marcó el primer gol de su carrera profesional en el triunfo por 2-1 sobre Sport Huancayo. Luego de 33 partidos disputados con San Martín, regresó a Alianza Lima.

### Alianza Lima
Ahora considerado en el primer equipo de Alianza Lima para la temporada 2020, hizo su debut con el equipo en la primera fecha del Torneo Apertura 2020, jugando en el carril derecho en la derrota de Alianza por 3-2 ante Alianza Universidad. El 16 de febrero del 2020 obtuvo su primera victoria con Alianza Lima ante Atlético Grau por el Apertura con un resultado de 1-0. El 5 de marzo hizo su debut en la Copa Libertadores ante Nacional donde Alianza Lima perdió 1-0. El 25 de agosto hizo su primera asistencia con el club y su primera en el Apertura ante Sporting Cristal donde su equipo empató 1-1. El 21 de setiembre anotó su primer gol con el club ante el Club César Vallejo en donde entró de suplente por Sebastián Cavero y terminó en empate 1-1. El 3 de octubre dio una asistencia a Patricio Rubio para el 1-0 momentáneo en donde terminó en victoria de 2-0 ante Deportivo Llacuabamba. El 17 de octubre jugó su último partido del Apertura con Alianza Lima ante Cienciano donde jugó de titular donde dio una asistencia a Antony Rosell para el 1-1 momentáneo, ya que terminó en derrota 2-1 de su equipo. El 22 de octubre del 2020 jugó la última fecha de la Copa Libertadores ante Nacional donde su equipo perdió 2-0 y terminó último con 1 punto. El 26 de octubre debutó en el Torneo Clausura 2020 ante Ayacucho FC en donde perdió 2-1. En el siguiente partido anotó su primer gol en el Clausura ante Deportivo Municipal donde volvió a perder 2-1. El 28 de noviembre disputó su último partido del Torneo Clausura ante Sport Huancayo en la derrota de 2-0, en ese partido fue sustituido por Didier la Torre en el minuto 65. En esa temporada Mora jugó 29 partidos, anotó 2 goles y dio 3 asistencias. 
En la temporada 2021 permaneció en Alianza Lima con el que jugaría en la Segunda División; sin embargo, el 17 de marzo del 2021, un fallo del TAS concluyó en la reducción de dos puntos a Carlos Stein, provocando su descenso y así la permanencia de Alianza, a pesar de que ya había iniciado la temporada 2021. El 30 de marzo debutó en el Torneo Apertura 2021 ante Cusco FC en donde su equipo empató 2-2, en ese partido Mora sustituyó a José Manzaneda en el minuto 73. El 21 de mayo disputó su último partido del Apertura ante Alianza Universidad de Huánuco en la victoria 2-0 de su equipo, en ese partido Mora sustituyó a Kluiverth Aguilar en el minuto 81 y asistió en el minuto 89 a Ricardo Lagos tras un buen centro. El 12 de junio jugó la Copa Bicentenario ante Club Deportivo Los Chankas donde empató 2-2 en todo el partido y perdió en penales 3-2, Mora pateó el segundo penalti anotando el 1-1 que no vasto para el resultado final. El 18 de julio del 2021 debutó en el Torneo Clausura 2021 ante Ayacucho FC en la victoria 4-1 donde fue sustituido por Carlos Montoya. El 8 de agosto asistió a Jairo Concha en la victoria 2-0 ante el Club Deportivo Universidad de San Martín de Porres. El 29 de agosto asistió a Jefferson Farfán para el único gol del partido ante el Club César Vallejo. El 12 de septiembre su equipo perdía 2-0 y en el minuto 76 anotaría el primer gol de su equipo, hasta que en lo último su equipo remonta por 3-2 con un gol de Jefferson Farfán, siendo uno de los partidos más importantes de Oslimg Mora. El 2 de octubre asistió a Wilmer Aguirre en la victoria 2-0 ante la Universidad Técnica de Cajamarca.

## Selección nacional

### Categorías menores
Oslimg Mora ha sido parte de la selección de fútbol de Perú categoría sub-20, con la cual participó en el Campeonato Sudamericano de Fútbol Sub-20 de 2019. En junio de 2018, Mora fue parte del equipo de sparrings de la selección mayor en la Copa Mundial de Fútbol de 2018. En noviembre de ese año ganó el cuadrangular internacional amistoso sub-20 disputado en Lara donde anotó un gol y el 12 de enero de 2019, fue incluido en la nómina de 23 jugadores para el Sudamericano sub-20 de 2019. Fue titular en los cuatro partidos durante la fase de grupos, anotando un gol frente a Ecuador sin embargo Perú no avanzó a la siguiente etapa. A pesar del mal torneo de la selección sub-20, Mora fue uno de los jugadores más destacados del equipo peruano. También representó a Perú con el seleccionado sub-18 en la Copa Mitad del Mundo de Ecuador 2017, torneo amistoso.
En abril de 2019, fue convocado a la selección sub-23 de Perú por Nolberto Solano para el primer microciclo con miras a los Juegos Panamericanos de 2019, sin embargo no llegó a entrar en la lista final. En agosto de 2020, fue incluido por Ricardo Gareca en una lista preliminar para la convocatoria de la selección mayor de cara a los partidos de eliminatorias contra las selecciones de Brasil y Paraguay en el mes de octubre.  

### Selección absoluta

#### Eliminatorias 2022
El 8 de octubre de 2021, fue convocado de emergencia en reemplazo de las lesiones de Edison Flores y de Renato Tapia para la fecha triple de ese mes, en mira a los partidos contra Bolivia y Argentina que restaban de esta programación. Esta fue la primera convocatoria de Mora a la selección peruana en su categoría adulta. El 10 de octubre debutó ante Bolivia en el Estadio Hernando Siles de La Paz.
Fue convocado para los amistosos contra Panamá y Jamaica a disputarse el 16 y 20 de enero del 2022 como parte de preparación para la fecha de eliminatorias del mes de enero, entrando en ambos partidos.

### Participaciones en Campeonatos Sudamericanos
| Torneo                      | Sede  | Resultado      | Partidos | Goles | Prom. |
| --------------------------- | ----- | -------------- | -------- | ----- | ----- |
| Sudamericano Sub-20 de 2019 | Chile | Fase de grupos | 4        | 1     | 0.25  |

### Participaciones en Clasificatorias a Copas del Mundo
| Eliminatorias                 | Sede       | Selección | Resultado | Partidos | Goles | Asist. | Ptom. |
| ----------------------------- | ---------- | --------- | --------- | -------- | ----- | ------ | ----- |
| Eliminatorias Mundial de 2022 | Sudamérica | Perú      | 5º lugar  | 1        | 0     |        |       |
| Total                         | Total      | Total     | Total     | 1        | 0     |        |       |

## Clubes y estadísticas
Actualizado el 11 de octubre de 2022.
| Universidad de San Martín Perú                                                                               | 2019             | 1.ª              | 29 | 1 | 3  | 4 | 0 | — | — | 33  | 1 | 3  |
| Universidad de San Martín Perú                                                                               | Total            | Total            | 29 | 1 | 3  | 4 | 0 | 0 | 0 | 33  | 1 | 3  |
| Alianza Lima Perú                                                                                            | 2020             | 1.ª              | 23 | 2 | 3  | — | — | 6 | 0 | 29  | 2 | 3  |
| Alianza Lima Perú                                                                                            | 2021             | 1.ª              | 23 | 1 | 3  | 1 | 0 | — | — | 24  | 1 | 3  |
| Alianza Lima Perú                                                                                            | 2022             | 1.ª              | 16 | 0 | 1  | — | — | 3 | 0 | 19  | 0 | 1  |
| Alianza Lima Perú                                                                                            | Total            | Total            | 62 | 3 | 7  | 1 | 0 | 9 | 0 | 72  | 3 | 7  |
| Total en carrera                                                                                             | Total en carrera | Total en carrera | 91 | 4 | 10 | 5 | 0 | 9 | 0 | 105 | 4 | 10 |
| (1)Incluye datos de la Copa Bicentenario (2019). (1)Incluye datos de la Copa Libertadores de América (2020). |                  |                  |    |   |    |   |   |   |   |     |   |    |

## Palmarés

### Torneos nacionales
| Título                    | Club         | País | Año  |
| ------------------------- | ------------ | ---- | ---- |
| Primera División del Perú | Alianza Lima | Perú | 2021 |
| Primera División del Perú | Alianza Lima | Perú | 2022 |

### Torneos cortos
| Título          | Club         | País | Año  |
| --------------- | ------------ | ---- | ---- |
| Torneo Clausura | Alianza Lima | Perú | 2021 |
| Torneo Clausura | Alianza Lima | Perú | 2022 |

### Distinciones individuales
| Distinción                                                                | Año  |
| ------------------------------------------------------------------------- | ---- |
| Nominado a mejor jugador de la Copa FPF categoría 99                      | 2016 |
| Preseleccionado como defensa en el mejor once de la Liga 1 según la SAFAP | 2021 |